# François Joseph Valtat
Pour les articles homonymes, voir Valtat.
François Joseph Valtat né à Troyes le 24 septembre 1811 et mort à Versailles le 31 octobre 1901 est un sculpteur français.

## Biographie
François Joseph Valtat épouse Joséphine Ursule Mathelin avec laquelle ils ont cinq enfants, dont le sculpteur Jules Édouard Valtat (1838-1871).
Spécialisé dans la sculpture religieuse, il en produit en série par moulage en plâtre.
En 1838, il rencontre Léon Moynet, futur fondateur de la Sainterie de Vendeuvre-sur-Barse, en visite à la cathédrale de Troyes. Valtat lui confie la création d'une quarantaine de statues et lance par la même occasion la carrière de sculpteur de statues religieuses en terre cuite de Moynet.
Il forme les frères Charton dont l'aîné, Louis Charton, travaille avec lui jusqu'en 1847. Son jeune frère Athanase Charton semble avoir fait carrière avec lui.
Le 1er mars 1864, il assiste à Troyes au mariage de son élève et ami Jules Narcisse Cathelin, né à Toucy, avec Rosalie Adeline Thuillot. Ils réalisent ensemble la chaire de l'église paroissiale de Saint-Maure, en bois taillé. Il demeure alors à Troyes, place Saint-Rémy.
Vers 1870, il s'installe à Paris avec son fils. En janvier 1871, il accompagne son fils grièvement blessé au siège de Paris et le raccompagne à Troyes où celui-ci meurt le 19 janvier 1871.

## Œuvres et travaux de restauration dans les collections publiques

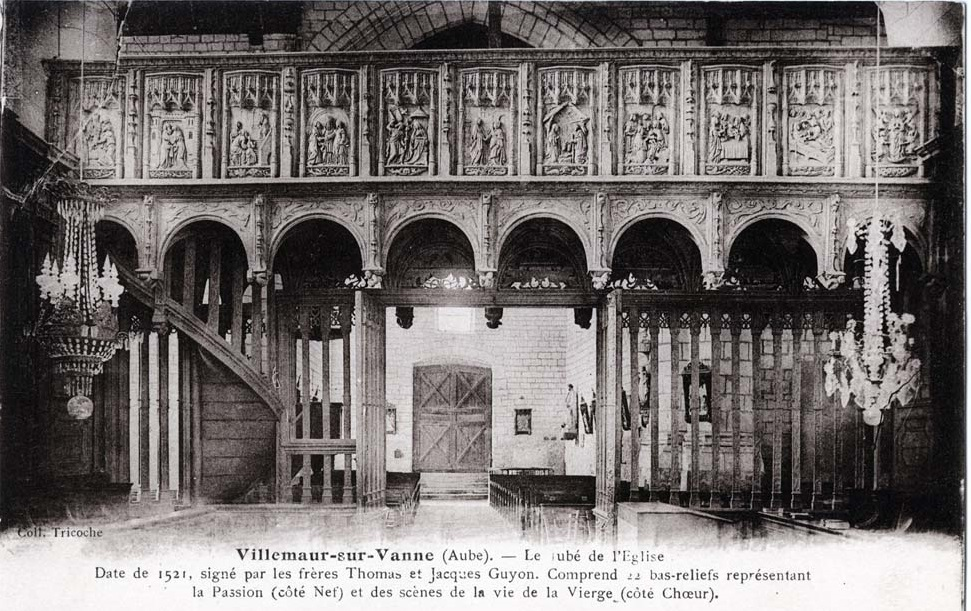
Jubé de l'église de Villemaur-sur-Vanne.

- Auxon, église Saint-Loup-de-Sens : retable, bois taillé doré fait en deux panneaux lacunaires. Représentation du Christ et de la Vierge, en buste dans des médaillons ovales. Ces objets classés comme étant du XVIIe siècle. Toutefois, Fichot les attribue au gradin de l'ancien maître-autel qui serait l'œuvre de Valtat. Les statuettes représentant saint Mathieu et saint Marc surmontant un fragment orné du buste du Christ et celles de saint Luc et saint Jean surmontant l'autre fragment, orné du buste de la Vierge qui y furent placées, appartiennent à cet ancien maître-autel et sont l'œuvre de Valtat[5].
- Étourvy, église Saint-Georges : autel retable, 1861, chêne, représentation de la Vierge à l'Enfant, Sainte Catherine, statues et statuettes scellées.
- Hampigny, église Saint-Nicolas : autel tabernacle retable, 1855, ensemble en bois sculpté représentant les quatre évangélistes et le Christ au sommet[6]. Édifice  Classé MH (1914).
- Troyes :
  - basilique Saint-Urbain : fonts baptismaux, vers 1845. Le couvercle, la bordure et le socle de la cuve baptismale date du XVe siècle et provient de l'église détruite de l'abbaye Notre-Dame-aux-Nonnains de Troyes.
  - église Saint-Martin-ès-Vignes :
    - carrelage de sol, 1850, terre cuite. Argile rouge avec engobe de couleur, ornement végétal et géométrique, quatre motifs décoratifs, ils présentent une usure de piétinement. Ils furent exécutés dans une des tuileries de M. Millard à Montiéramey en 1850. Mal préparés et mal cuits, ils ne résistèrent pas au piétinement. Ce sont des reproductions d'anciens carrelages du XVIe siècle et la bordure fut composée par la tuilerie sur la demande de Valtat[7] ;
    - tambour de porte à deux battants, 1850, chêne. Une statue de saint Antoine orne dans une niche le dessus de la porte.
    - autel-retable, 1850, chêne :
      - La Sainte Vierge et de sainte Anne, représentant l'éducation de la Vierge, ornement végétal ;
      - La Vierge couronnée à l'Enfant. Ornementation Renaissance. La table d'autel s'ouvre, formant coffre. Modèles pris à l'église de Saint-André-les-Vergers, Saint-Pantaléon et jubé de Villemaur ;
      - deux bas-reliefs encadrant un tabernacle. Retable à trois statuettes saint Martin au milieu, encadré de deux évêques dont les bras sont cassés. Saint Maurice sur le bas-relief dextre à l'extrémité à le bout de son épée cassée ;
      - Saint Jules, dans une niche architecturée encadrée de panneaux ornés de motifs végétaux en rinceaux. Cet autel comporte des éléments rapportés du XVIe siècle.

  - église Sainte-Maure, après 1850 :
    - chaire à prêcher, en collaboration avec Jules Narcisse Cathelin ;
    - 27 stalles en bois sculpté, à panneaux plis en serviette. Miséricordes et jouées sculptées, ornement végétal, tête, chimère. Il existait d'autres stalles qui appartenaient à cet ensemble, détruites lors de l'effondrement d'une voûte en 2002, celles-ci sont des copies.

  - église Saint-Rémy, 1853-1854 :
    - buffet d'orgue, réemploi de panneau de chêne du XVIIIe siècle, façade de François Joseph de 1853, tribune datée de 1834, balustrade de Valtat en 1854 ;
    - tabernacle exposition, bois doré peint l'intérieur recouvert en satin crème brodé. Représentation d'une colombe ;
    - agencement des boiseries de onze tableaux en grisaille, panneaux peints à l'huile formant lambris du transept nord. Cet ensemble fut restauré en 1957 par Malessel ;
    - autel, tabernacle et lambris d'appui. Autel en calcaire taillé et peint, doré, bois peint et doré avec statue au sommet du tabernacle saint Joseph et l'Enfant-Jésus ;
    - autel-retable, tabernacle, statue en calcaire taillé peint et doré à trois arcatures tréflées, portées par des colonnettes. Devant d'autel : Vierge entourée de saint Joseph et saint Jean. Retable : Annonciation, Visitation et Vierge à l'Enfant.

  - église Saint-Jean-au-Marché :
    - autel retable, 1862, calcaire, iconographie de saint Joseph. La chapelle fut érigée en 1861 ;
    - autel-retable, 1867-1868, calcaire peint et doré avec statue de la Vierge à l'Enfant au centre. Sur chacune des bannières, en lettres gothiques, figure l'inscription « Maria Mater Dei, Ora Pro Nobis ».

  - église Saint-Pantaléon, 1865[8] :
    - saint Pantaléon, statue en bois, sculpté dans la maître-autel ;
    - autel tombeau, retable en chêne taillé peint et doré représentant la Vierge de Pitié, le Christ, la Mise au Tombeau, la Résurrection, le Christ entre deux larrons, deux anges aux longues ailes en pointes, l'un prie, l'autre cache ses larmes dans un linge. Faux tabernacle ;
    - une statue en bois polychrome ;
    - Vierge à l'Enfant, calcaire polychrome, doré et badigeon dont le revers est plat, datant du XIVe siècle, restaurée par Valtat en 1865[9] et par Chiquet le 25 février 1980. Statue  Classé MH (1894) ;
    - autel, retable, crédence en chêne sculpté, peint et doré, retable à pinacles gothiques, crédence à tablettes de marbre brun veiné de blanc, ange au sommet. Putti sur le retable. Aigles sur les côtés du retable en forme de sphinx. Signé.
- Val-d'Auzon, église Saint-Martin de Montangon :
  - maître-autel, retable et tabernacle, vers 1871. Cette église fut restaurée cette année-là par l'architecte Boulanger. Les ailes du tabernacle, comporte deux niches polybées avec à l'intérieur deux statuettes, saint Paul à dextre et saint Pierre à senestre, plus deux autres représentant des anges au sommet des gâbles de ces arcs et une statue du Christ au-dessus du tabernacle, ensemble en bois taillé et vernis ;
  - autel, tabernacle, châsse, 1859, trois demi-reliefs en bois : un sur le devant de l'autel, les deux autres sur les ailes du tabernacle. Plus un relief sur la porte du tabernacle. Scènes du Christ Gloire sur la porte du tabernacle, et sur le devant de l'autel : scènes de la vie de saint Martin[10].
- Villemaur-sur-Vanne , église paroissiale : jubé, avant 1857, décor de bas-reliefs datant de 1521 par Thomas Guyon et Jacques Guyon, menuisiers, restauré avant 1857 par François Joseph Valtat. Couronnement de la Vierge, à l'avers et à l'endroit scènes de la Passion du Christ. Classé  Classé MH (1862)[11],[12],[13].

## Élèves notables
- Jules Édouard Valtat